# Bir Bulut Olsam
Bir Bulut Olsam, Si yo fuera una nube en español y Más allá de las nubes en Hispanoamérica, es una serie de televisión turca protagonizada por Engin Akyürek, Melisa Sözen, Engin Altan Düzyatan y Aslıhan Gürbüz. Producida por Tims Productions y transmitida por Kanal D en 2009. 
El título de la serie proviene del hecho de que el personaje de Narin Bulut, interpretado por Melisa Sözen, cuenta todos sus problemas a las nubes y a Alá.

## Sinopsis
El Dr. Serdar Batur (Engin Altan Duzyatan), un antiguo trabajador del programa de salud de las Naciones Unidas, finalmente llega junto con su madre a la ciudad fronteriza de Guzelyurt. El Dr. Serdar, cuya especialidad es la cirugía, trabaja tanto en el campo minado con un grupo de voluntarios formado por civiles como en la clínica de salud de la región. 
Narin Bulut (Melisa Sözen), que aún no ha cumplido los dieciocho años, ha estado casada con Mustafa Bulut (Engin Akyürek) durante más de un año. Mustafa resulta ser también el primo hermano de Narin, lo que hace que ella no lo acepte como esposo. Mustafa es epiléptico y está obsesionado con Narin, llegando al punto de maltratarla al no sentirse correspondido. 
El alcalde Aslan Bulut (Ünal Silver), padre de Mustafa, culpa a Narin de llevar a su hijo al borde de la locura desde su llegada a la mansión, por lo que junto con su esposa lo obligan a casarse nuevamente con Asiye (Aslıhan Gürbüz). Durante la boda, todo sale de control cuando Mustafa le dispara a Narin. La joven es salvada por Serdar, quién estaba presente en la fiesta.
El médico, al conocer la difícil situación de Narin y la enfermiza obsesión de Mustafa por ella, terminará involucrándose con tal de ayudarla. La historia gira en torno a los intentos fallidos de Mustafa de reclamar el amor de Narin.

## Elenco
| Actor/Actriz         | Personaje      |
| -------------------- | -------------- |
| Engin Akyürek        | Mustafa Bulut  |
| Melisa Sözen         | Narin Bulut    |
| Engin Altan Düzyatan | Serdar Batur   |
| Aslıhan Gürbüz       | Asiye Bulut    |
| Ünal Silver          | Aslan Bulut    |
| Sema Keçik Karabel   | Düriye Bulut   |
| Cahit Cök            | Yaşar Bulut    |
| Burcu Binici         | Gülengül Bulut |
| Haluk Cömert         | Kadir Bulut    |
| Ebru Nil Aydın       | Hatun Bulut    |
| Şukran Ovali         | Bahar Açar     |
| Ahmet Kural          | Harun          |
| Meral Okay           | İnci Batur     |
| Selim Bayraktar      | Mahmut Paşa    |
| Şinasi Yurtsever     | Ali Asker      |
| Hülya Duyar          | Fatma          |
| Berfu Öngören        | Seher          |
| Suat Usta            | İbo            |
| Murat Cemcir         | Asil           |
| Cüneyt Yilmaz        | Muko           |
| İlkaye Doğan         | Safiye         |
| Hatice Sezer         | Naciye         |
| Lebib Gökhan         | Murat          |
| Duygu Zade           | Zeynep         |
| Kübra Tekin          | Melek          |
| İzzettin Atuğ        | Ramo           |
| Mertcan Yilmaz       | Samet          |
| Muhammed Aslan       | Yusuf          |

## Temporadas
| Temporada | Temporada | Episodios | Rango de episodios | Emisión original        | Emisión original        |
| Temporada | Temporada | Episodios | Rango de episodios | Inicio                  | Final                   |
| --------- | --------- | --------- | ------------------ | ----------------------- | ----------------------- |
|           | 1         | 13        | 1 - 13             | 23 de febrero de 2009   | 25 de mayo de 2009      |
|           | 2         | 16        | 14 - 29            | 1 de septiembre de 2009 | 24 de diciembre de 2009 |

## Emisión
| País           | Título                | Cadena                  | Primera emisión       | Última emisión          | Horario semanal        | Hora              |
| -------------- | --------------------- | ----------------------- | --------------------- | ----------------------- | ---------------------- | ----------------- |
| Turquía        | Bir Bulut Olsam       | Kanal D                 | 23 de febrero de 2009 | 24 de diciembre de 2009 | Lunes, martes y jueves | 20:00             |
| Estados Unidos | Si yo Fuera Un Nube   | Telemundo               | 23 de enero de 2020   | 24 de marzo de 2020     | Lunes a viernes        | 10/9c             |
| Hispanoamérica | Más allá de las nubes | Kanal D Drama           | 13 de marzo de 2020   | 12 de agosto de 2020    | Lunes a viernes        | 18:40 19:40 20:40 |
| Hispanoamérica | Más allá de las nubes | Kanal D Drama           | 22 de julio de 2021   | 18 de octubre de 2021   | Lunes a viernes        | 20:20 21:20 22:20 |
| Perú           | Más allá de las nubes | Panamericana Televisión | 16 de marzo de 2023   | 14 de abril de 2023     | Lunes a viernes        | 16:30             |